# Lithocarpus oblanceolatus
Lithocarpus oblanceolatus är en bokväxtart som beskrevs av Cheng Chiu Huang och Yong Tian Chang. Lithocarpus oblanceolatus ingår i släktet Lithocarpus och familjen bokväxter. Inga underarter finns listade.